# سیاه‌شور سیاه
سیاه‌شور سیاه (نام علمی: Suaeda nigra) نام یک گونه از سرده سیاه‌شور است.